# Доња Слатина (Шамац)
Доња Слатина је насељено мјесто у општини Шамац, Република Српска, БиХ. Према попису становништва из 2013. године, у насељу је живјело 514 становника.

## Култура
У Доњој Слатини је православна црква Светог мученика Лупа.

## Спорт
Доња Слатина је сједиште фудбалског клуба Младост.

## Становништво
| Демографија | Демографија | Демографија |
| Година      | Становника  | Становника  |
| ----------- | ----------- | ----------- |
| 1948.       | 634         |             |
| 1953.       | 690         |             |
| 1961.       | 728         |             |
| 1971.       | 764         |             |
| 1981.       | 692         |             |
| 1991.       | 623         |             |
| 2013.       | 514         |             |